# Ekkehard II. von Nellenburg
Ekkehard II. von Nellenburg, auch: Eggehard (* um 1035/40; † 24. November 1088), war Abt des Klosters Reichenau von 1071 bis 1088.

## Leben
Ekkehard II. stammte aus dem Adelsgeschlecht der Grafen von Nellenburg, den Stiftern des Reformklosters Allerheiligen zu Schaffhausen, die als Gegner der Simonie und Mitglieder des schwäbischen „Reformadels“ eng mit Rudolf von Rheinfelden, dem Herzog von Schwaben und als Schwager von Heinrichs IV. familiär verbunden sowie seit 1077 Gegenkönig, verbunden waren.
Ekkehard Bruder war Udo von Nellenburg, von 1066 bis zu seinem Tod 1078 Erzbischof von Trier. Ekkehard wurde bei seiner Wahl zum Abt durch die Mönche auch durch den Einfluss seines Vaters Eberhard VI. von Nellenburg auf das Kloster und auf den Kaiser unterstützt. Sein Vater bedachte das Kloster Reichenau mit Stiftungen für die auf der Reichenau beerdigten Angehörigen. 1072 wurde Ekkehard von Papst Alexander II. benediziert.
1084 führten im Investiturstreit Herzog Berthold II. von Zähringen und Abt Ekkehard einen Kriegszug gegen Otto von Lierheim, den Gegenbischof von Konstanz (1071–1086) und gegen Ulrich von Eppenstein, Abt des Klosters St. Gallen (1077–1121) und Gegenabt der Reichenau (1079). Das Gebiet von Bregenz bis Konstanz wurde von dem Heer verwüstet, konnte aber von Abt Ulrich zurückgeschlagen werden.
Abt Ekkehard wurde von dem (ehemaligen) Herzog von Bayern Welf IV. zum neuen (Gegen-)Bischof von Augsburg vorgesehen. Ekkehard erkrankte aber auf der Reise nach Augsburg und kehrte auf die Reichenau zurück, wo er am 24. November 1088 starb.